# Ящур
Я́щур — острое вирусное заболевание из группы зоонозов, характеризующееся интоксикацией и везикулезно-эрозивным (пузырьково-язвенным) поражением слизистых оболочек ротовой и носовой полости, а также кожи межпальцевых складок и околоногтевого ложа.

## Этиология, эпизоотология и эпидемиология
Возбудителем ящура является РНК-содержащий вирус из семейства пикорнавирусов, его размеры составляют от 27 до 30 нм. Характеризуется высокой степенью контагиозности (заразности) и дерматотропностью (сродством по отношению к коже). По антигенной структуре подразделяется на 7 серотипов, в каждом из которых различают несколько антигенных вариантов. На территории СНГ обычно встречаются вирусы типов О и А. Возбудитель ящура устойчив к высушиванию и замораживанию, но быстро погибает при нагревании до 60 °C, действии ультрафиолетовых лучей и обычных дезинфицирующих веществ. Вирусы культивируют на тканевых культурах.
Вирус чрезвычайно вирулентен, размножается в куриных эмбрионах, а также в культурах переживающих и растущих тканей (эпителий языка, почек).
Ящур довольно широко распространён среди животных. Наиболее подвержены инфекции молодые парнокопытные сельскохозяйственные животные (крупный рогатый скот, свиньи, козы, овцы, олени). От него могут страдать также лошади, верблюды, собаки, кошки и грызуны. У животных, перенёсших заболевание, и некоторых птиц установлено вирусоносительство, проявляющееся выделением возбудителя с испражнениями. В ряде стран заболевание носит характер эпизоотии (эпидемий среди животных), повторяющихся через определённые промежутки времени. Эпизоотия ящура имела место в 2001 году в странах Северной Европы (в основном в Великобритании и Нидерландах). 
Инфекционный процесс у парнокопытных характеризуется тяжёлым течением с вирусемией, афтозными высыпаниями и изъязвлениями в области слизистых оболочек полости рта, языка, носоглотки, носа, губ, на коже в межкопытных щелях, на вымени, иногда около рогов. Общая продолжительность болезни у животных — от 10 до 15 дней, продолжительность инкубационного периода — 2—4 дня. При злокачественном течении ящура, особенно у коров, более чем у 50 % заболевших животных наступает смертельный исход в течение 2—3 суток.
Ящуром могут заболеть люди. Основной путь инфицирования людей — через сырое молоко больных животных и продукты его переработки, реже через мясо. У лиц, непосредственно контактирующих с больными животными, возможна прямая передача инфекции (при доении, уходе, лечении, убое), воздушно-капельный путь заражения (при дыхании, кашле животных), а также через предметы, загрязнённые их выделениями. Описаны случаи внутрилабораторного инфицирования. От человека к человеку инфекция не передаётся. Дети более восприимчивы к ящуру, чем взрослые. Иммунитет типоспецифичен и зависит от наличия вируснейтрализующих антител.

## Патогенез
Вирус проникает в организм через слизистые оболочки полости рта (реже — пищеварительного и дыхательного тракта) и повреждённую кожу. В месте внедрения возбудителя возникает первичный аффект (очаг поражения) — небольшая везикула (пузырек), где вирус размножается и накапливается. Следующим этапом является вирусемия (проникновение вируса в кровь), приводящая к интоксикации. Выраженная дерматотропность вируса обусловливает его фиксацию в эпителии слизистых оболочек (полость рта, носа и уретры) и кожи (кисти и стопы), где отмечаются вторичные везикулы. С их появлением вирус в крови не обнаруживается.

## Клиническая картина
Длительность инкубационного периода варьирует от 2 до 12 дней, обычно составляя 3—4 дня. Начало заболевания острое, с высокой температурой до 39—40°С, с ознобом, головными и мышечными болями. К концу первых суток возникают симптомы поражения слизистых оболочек: жжение в полости рта, обильное слюнотечение, покраснение конъюнктив, могут встречаться рези при мочеиспускании и легкая диарея. Объективно наблюдаются отёчность и покраснение слизистых оболочек щёк, мягкого нёба, языка, дужек и губ, на фоне которых несколько позже просматриваются мелкие пузырьки, первично заполненные прозрачным, а затем мутным содержимым. Через 1—2 суток пузырьки вскрываются, а на их месте остаются эрозии, обладающие тенденцией к слиянию и образованию обширных очагов изъязвления. При прощупывании регионарных лимфоузлов отмечаются их увеличение и болезненность. Больные не в состоянии разговаривать и глотать, что переносится ими тяжело, возникает обильное слюнотечение (до 2—4 л в сутки). Поражения слизистых оболочек носа, уретры, влагалища и конъюнктив характеризуются соответствующей симптоматикой. Характерным признаком на этом фоне являются везикулёзные высыпания в межпальцевых складках рук и ног и около ногтевых лож.
При неосложнённом течении заживление эрозий наступает к 5-му дню заболевания, общая продолжительность болезни составляет 5—7 дней. В ряде случаев могут встречаться затяжные формы инфекции (до нескольких месяцев) с повторными волнами высыпаний. У детей ящур характеризуется обычно тяжёлым течением с явлениями гастроэнтерита. Прогноз обычно благоприятный, но при тяжёлом течении у детей — серьёзный.

## Диагностика и дифференциальная диагностика

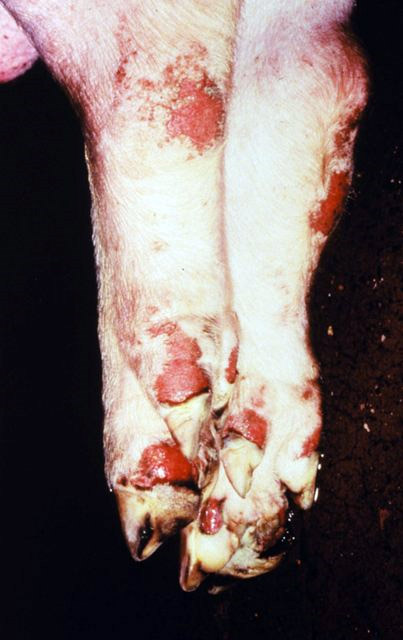
Больная свинья

При типичном течении диагноз не представляет трудностей. При менее чёткой симптоматике следует ориентироваться на данные эпидемического анамнеза (изучение возможных путей заражения) и сведения об эпизоотии ящура.
Лабораторные данные: показатели общего анализа крови малоспецифичны — пониженный уровень лейкоцитов и эозинофилия. Вирус выделяют из крови, слюны, афтозных элементов и фекалий. Идентификация вируса осуществляется при помощи РСК и РНГА в парных сыворотках с интервалом в 6—8 дней.
В целях диагностики используют биологическую пробу с втиранием содержимого афт в подушечки лапок морских свинок. При наличии вируса ящура у животных возникают типичные для инфекции высыпания.
Ящур дифференцируют от афтозного, токсического и кандидозного стоматитов, герпетической инфекции, ветряной оспы, энтеровирусных заболеваний, пемфигуса.

## Иммунитет
Переболевание животного ящуром создаёт у него иммунитет к этому типу или варианту вируса, который вызвал заболевание. Впрочем, частично животное становится иммунным и к другим типам. У крупного рогатого скота он длится 8—12 месяцев, у свиней — 10—12 месяцев, у овец около 18 месяцев.

## Патологоанатомические изменения
Афтозные поражения слизистых оболочек ротовой полости, кожи межкопытцевой щели, венчика, молочной железы, носового зеркальца. Кроме того, афты и эрозии обнаруживают в слизистых оболочках рубца, реже-носовой полости, ануса, влагалища, препуция и на коже туловища. В сердце при внешнем осмотре и особенно на разрезе видны множественные сероватые или желтоватые очажки различной величины и формы.

## Лечение и профилактика
Люди, больные ящуром, подлежат госпитализации на срок не менее 14 дней. Назначается диета, в механическом и химическом отношении максимально щадящая пораженные слизистые (полужидкая легкоусваиваемая пища 5—6 раз в день небольшими порциями, перед приёмом которой больному дают 0,1 г анестезина), обильное питьё. Иногда прибегают к кормлению через зонд. Первостепенное значение имеет уход за полостью рта.
С первых дней начинают противовирусную терапию. Для этого применяют 0,25—0,5%-ную оксолиновую, 0,25—0,5%-ную флореналевую, 0,25—0,5%-ную теброфеновую, 4%-ную гелиомициновую, 0,25%-ную риодоксолевую, 50%-ную интерфероновую и другие мази. Используют растворы лейкоцитарного интерферона и 0,1—1%-ный раствор РНК-азы. Нанесение препаратов на поражённые участки слизистых и кожи осуществляют 3—5 раз в день.
Для ускорения процессов заживления можно применять ультрафиолетовое облучение и свет гелиево-неонового лазера, а также аэрозольные препараты «Ливиан», «Левовинизоль», пантенол, «Винизоль» и др. В тяжёлых случаях необходимы дезинтоксикационная терапия, сердечно-сосудистые, болеутоляющие, антигистаминные препараты и витамины.
Профилактика ящура заключается в соблюдении мер личной предосторожности в очаге и санитарно-ветеринарных мероприятиях. В эндемичных районах обязательны пастеризация и кипячение молока, приготовление масла из обработанных сливок, а также тщательное соблюдение мер безопасности при уходе за больными животными. Важная роль принадлежит регулярной санитарно-просветительной работе среди населения. При появлении первых случаев заболевания животных ящуром в ранее благополучном регионе (местности) с целью недопущения дальнейшего распространения болезни рекомендуется немедленно убить всю неблагополучную группу животных на месте их нахождения с соблюдением ветеринарно-санитарных правил. Вывоз такого мяса и других продуктов убоя в сыром виде за пределы хозяйства запрещают. Одновременно с убоем животных в хозяйстве проводят и другие мероприятия, предусмотренные инструкцией. Трупы животных, павших в очаге ящура, уничтожают, молоко и навоз обеззараживают.